# Andrew McCollum
Andrew McCollum é um cofundador do Facebook e investidor anjo. Ele frequentou Universidade Harvard, com o cofundador Mark Zuckerberg e outros na equipe fundadora. Trabalhou no Facebook de 2004 a setembro de 2006. McCollum retornou a Harvard, e formou-se em ciência da computação em 2007.